# Mela (Monde indien)
Cette page contient des caractères d'alphasyllabaires indiens. En cas de problème, consultez Aide:Unicode.
Pour les articles homonymes, voir Mela.

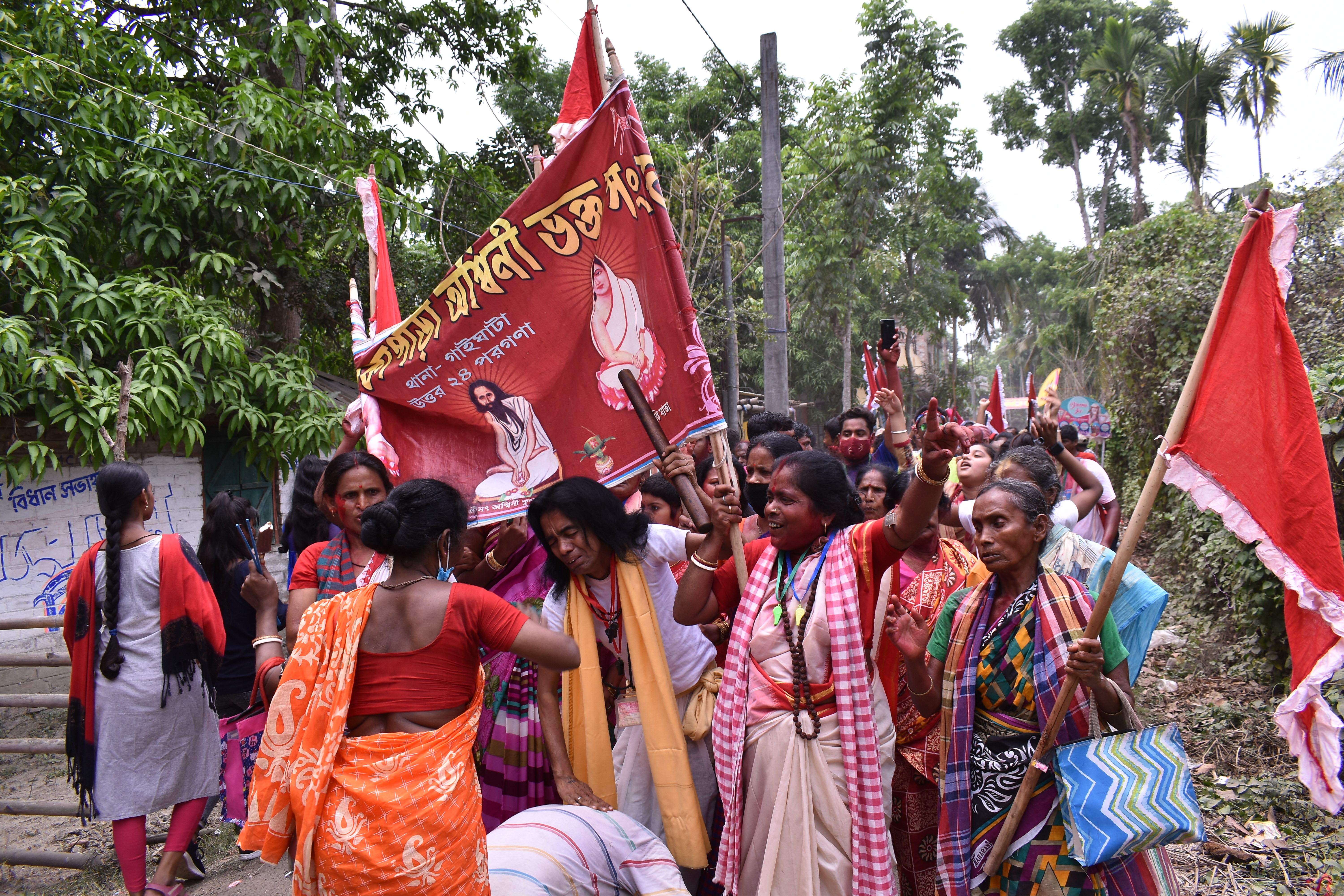
Matua Mahasangha Mela à Thakurnagar en 2021.

Mela (du sanskrit : मेला ou Melā), est un terme qui dans le sous-continent indien désigne un rassemblement, une fête, une foire. L'événement peut-être religieux, commercial ou culturel. La Khumbha Mela en est un exemple: il s'agit d'un des plus importants pèlerinages au monde qui a lieu en Inde tous les douze ans. Dans le sikhisme, mela désigne un festival sikh plus spécialement la fête des moissons (Baisakhi) célébrée à Amritsar ou le Hola Mohalla, le festival sikh du début d'année fondé à Anandpur.